# メッツ (ジャニーズ)
メッツは、1975年に第1期ジャニーズJr.出身のメンバーたちによって結成された男性アイドルグループ。 バーニングプロダクションからデビューした。　前身グループは「ジャニーズ・ジュニア・エース」（後述）。

## メンバー

### 第一期（1975年 - 1976年）
- 小坂まさる - 大阪府河内市生まれ、大阪市住吉区育ち。 堀越高等学校→日本大学高等学校卒業。
- 近藤純市 - 大阪市阿倍野区生まれ、広島市育ち。
- 鈴木寛 - 東京都渋谷区出身
- 吉田義久 - 東京都府中市出身
- 柏木孝夫 - 神奈川県横浜市出身
- 山縣孝良 - 東京都出身

## 概要
- 1974年夏、「ジャニーズ・ジュニア第1期生」が2つのグループに分割された。一つはフォーリーブスのコンサートのバックダンサーチームとして作られた3人組の「ジュニア・スペシャル」（板野俊雄、林正明、山縣孝良）。もう一方はジャニーズ・ジュニアの名義のまま、郷ひろみのコンサートのバックを担当した（小坂まさる、畠山昌久、近藤純市、鈴木寛、吉田義久、柏木孝夫）。 夏のコンサートを終えた同年9月、小坂と近藤が共にジャニーズ事務所からの脱退を宣言しジャニーズの合宿所を退所する。その為、山縣がスペシャルから元のジャニーズ・ジュニアへ異動となり、同年10月に山縣、畠山、鈴木、吉田、柏木の5名に対して「ジャニーズ・ジュニア・エース」というグループ名が与えられたが翌11月には山縣、鈴木、吉田、柏木の4名もジャニーズ事務所を退所し、事務所を辞めた計6名のジュニアたちはバーニングプロダクションへ移籍した。

- バーニングに移籍した6名は、新グループ「メッツ」を結成して1975年2月23日、大阪の枚方市民会館にてステージデビューを果たす。しばらくは郷ひろみのバックに付いて「Go ＆ Mets」として活動していたが、それから1年後の1976年2月にテイチクのレーベルだったユニオンレコードより『レディ・レイは最高さ！』でレコードデビュー。イギリスのルーベッツと共演などコンサートやTVに数多く出演した。

- 一方、移籍せずに事務所に残った畠山昌久や「ジュニア・スペシャル」の2名は新たに「JOHNNYS' ジュニア・スペシャル」（通称：JJS）を結成し、メッツよりも1年早い1975年2月21日にレコードデビューしている。

## エピソード
- 「メッツ」というグループ名はメジャーリーグの「ニューヨーク・メッツ」にあやかり[1]、郷ひろみが命名した。 ちなみに郷ひろみのバックバンド（4人組）には「フォー・ジェッツ」と名付けた。後にメンバーの入れ替えがあり、7人組のバンド「スーパー・ジェッツ」に改名。

## 解散後
- 小坂まさるはバーニングから「プラスワン」という事務所に移籍し、1980年のNHK大河ドラマ『獅子の時代』に書生役で出演。また1980年代に東京都議会議員選挙に出馬したが、落選した。その後は地元の大阪で飲食店を経営後、政治関係の仕事についている。

- 近藤純市は脱退後、劇団にも入団していたが後に故郷の広島市に帰郷。その後は妻子と共に渡米した。 ロサンゼルスで長年セレブ・コーディネーターなどとして現在も活躍している。

- 柏木孝夫は土木関連の仕事をしながら現在でもライブ活動を行っている。

- 山縣孝良は有名ホテルチェーンに長年勤務。

- 鈴木寛はサポートミュージャンに転向後、ギターリストとして金子美香、未唯、小比類巻かほる、河合その子などのライブサポートやレコーディングアレンジなどを行っていた。
- 吉田義久は自営業を営んでいる。

### テレビ
- あなたをスターに！ （テレビ朝日） レギュラー
- ビッグ・ワイド60分 （テレビ朝日） レギュラー
- 夜のヒットスタジオ （1976年2月9日、フジテレビ）『レディ・レイは最高さ!』を披露
- ぎんざNOW! （TBS） ゲスト出演
- みごろ!たべごろ!笑いごろ! （1976年、テレビ朝日） ゲスト出演

### ミュージカル
- 俺たち仲間より友情　1975年8月1日 - 30日、コンサートツアー 「’75 サマー・エキサイティング・メッツ」の中でのミュージカル。

## ディスコグラフィ

### シングル
| #                | 発売日           | A/B面            | タイトル                     | 作詞             | 作曲             | 編曲             | 規格品番         |
| 第一期           | 第一期           | 第一期           | 第一期                       | 第一期           | 第一期           | 第一期           | 第一期           |
| ユニオンレコード | ユニオンレコード | ユニオンレコード | ユニオンレコード             | ユニオンレコード | ユニオンレコード | ユニオンレコード | ユニオンレコード |
| ---------------- | ---------------- | ---------------- | ---------------------------- | ---------------- | ---------------- | ---------------- | ---------------- |
| 1                | 1975年 11月25日  | A面              | レディ・レイは最高さ!        | 竜真知子         | P.Groscolas      | あかのたちお     | US-850           |
| 1                | 1975年 11月25日  | B面              | ひとりぼっちの夜             | 竜真知子         | Colombus         | あかのたちお     | US-850           |
| 2                | 1976年 2月25日   | A面              | ジュディ・ランラン           | 竜真知子         | W.Bickerton      | 馬飼野康二       | US-856           |
| 2                | 1976年 2月25日   | B面              | ママルー                     | 竜真知子         | P.Groscolas      | 馬飼野康二       | US-856           |
| 3                | 1976年 4月25日   | A面              | ダイナマイト・パーティー     | 森雪之丞         | 森雪之丞         | 馬飼野康二       | UC-1             |
| 3                | 1976年 4月25日   | B面              | 愛する人へのラヴ・ソング     | 東海林良         | 馬飼野康二       | 馬飼野康二       | UC-1             |
| 4                | 1976年 7月25日   | A面              | メッツのシーサイド・バウンド | 橋本淳           | すぎやまこういち | 馬飼野康二       | UC-9             |
| 4                | 1976年 7月25日   | B面              | あなた好みの男               | 竜真知子         | P.Groscolas      | 馬飼野康二       | UC-9             |
| 5                | 1976年 11月25日  | A面              | オー・ママ・ミア             | 竜真知子         | P.L.Sebastian    | 馬飼野康二       | UC-19            |
| 5                | 1976年 11月25日  | B面              | 気になるあの娘               | 竜真知子         | 馬飼野康二       | 馬飼野康二       | UC-19            |
| 第二期           |                  |                  |                              |                  |                  |                  |                  |
| RCA / RVC        |                  |                  |                              |                  |                  |                  |                  |
| 1                | 1978年 10月25日  | A面              | エナメル・シックスティーン   | 森雪之丞         | 佐藤健           | 沢健一           | RVS-1146         |
| 1                | 1978年 10月25日  | B面              | 真夜中の天使                 | 森雪之丞         | 佐藤健           | 大浜和史         | RVS-1146         |
| 2                | 1978年 12月25日  | A面              | TRY!!                        | 杉山政美         | 佐瀬寿一         | 船山基紀         | RVS-1161         |
| 2                | 1978年 12月25日  | B面              | マザー・シップ               | 杉山政美         | 佐瀬寿一         | 大浜和史         | RVS-1161         |

## 主なステージ
- 枚方市民会館（デビューステージ）
- 日本青年館・大ホール 「’75 サマー・エキサイティング・メッツ」 （1975年8月30日）
- 大阪毎日ホール 「ザ・ルベッツ＆メッツ　ジョイントコンサート」（1976年1月19日）
- 岡山市立市民文化ホール 「サマー・エキサイティング・メッツ PartⅡ」 （1976年8月13日）
- 東京霞ヶ関・久保記念講堂 「サマー・エキサイティング・メッツ PartⅡ」 （1976年8月29日）
- 大阪・万国博ホール
- 英国グループ、ルーベッツとのジョイントコンサート
- 京都産業会館 (五人時代)

ほか多数

## ジャニーズ・ジュニア・エース (前身)
1974年10月結成。11月に消滅。活動実績は無いが、上記「メッツ」の前身に当たる。

### メンバー
- 山縣孝良
- 畠山昌久
- 柏木孝夫
- 鈴木寛
- 吉田義久